# Осада Штральзунда (1715)
Осада Штральзунда (нем. Belagerung von Stralsund) — осада и взятие союзными прусско-датско-саксонскими войсками шведской приморской крепости Штральзунд в Шведской Померании в 1715 году в ходе Великой Северной войны.

## История
Король Прусский Фридрих Вильгельм I, оскорблённый насильственными действиями короля Швеции Карла XII против прусского войска, занимавшего Померанию в виде секвестрированной области, объявил Швеции войну. Князь Леопольд Ангальт-Дессауский во главе прусско-датской-саксонской армии, состоявшей из 74 эскадронов и 118 батальонов (всего около 36 тысяч человек), подошёл к Штральзунду, в котором заперся сам Карл XII. Короли прусский и датский лично находились при своих войсках, саксонским корпусом (18 эскадронов и 8 батальонов) командовал генерал Вакербарт.
До середины октября 1715 года город из-за недостатка осадной артиллерии только осаждался. Однако со взятием острова Узедом (1 августа) и Пенемюндского шанца (21 августа) дорога из Штеттина в Штральзунд стала свободной, а датский адмирал Шестед успел два раза разбить шведский флот (8 августа и 24 сентября). Осадные орудия наконец прибыли к армии, и траншеи были заложены 19 октября.
Генерал Вакербарт управлял атакой с юго-восточного направления, датский генерал Шольтен действовал с противоположной. Траншейные работы производились поочерёдно прусскими, датскими и саксонскими войсками. Ко 2 ноября была закончена 2-я параллель, и её батареи, вооружённые 34 большими орудиями и 12 мортирами, открыли огонь.
В ночь с 4 на 5 ноября генералы Вакербарт и Финкенштейн, проходя с частью отряда по мелководному морскому берегу, овладели укреплениями у Франкенских ворот, защищаемых тремя полками. Взятые в них 24 орудия тотчас же были направлены на город, а укрепления были соединены с траншеями так, чтобы Карл XII, отсутствующий в тот момент в городе, не мог взять их обратно. Теперь осадные работы могли быть продолжены с большей энергией, хотя неблагоприятная погода, наступающая зима и блистательная храбрость шведского гарнизона им в этом сильно препятствовали. 
Взятие острова Рюген, предпринятое 15 и 17 ноября герцогом Леопольдом с частью осадного войска, также повлияло на успешный ход осады. К 5 декабря траншеи были прорыты так близко к оборонительному валу, что можно было принять приступ на контрэскарп. Генерал Вакербарт провёл приступ так удачно, что контрэскарп был взят на трёх исходящих углах.
В следующие дни шведы оставили все укрепления перед Трибзеерскими воротами и другие внешние верки, видя невозможность удерживать их далее. 17 декабря замёрзли пруды вокруг города. Генерал Вакербарт составил план атаки на теналь и горнверк, которые в тот же вечер были заняты прусскими и саксонскими войсками. Карл XII, бывший незадолго до этого приступа в горнверке, 18 декабря атаковал его со стороны города и выбил оттуда находившихся там датчан, но прусский резерв вынудил его отступить и убедил в неизбежности падения Штральзунда.
Король оставил город и с крайней опасностью для жизни на небольшой лодке ушёл в море, добравшись до шведского корабля, который доставил его в Швецию. Перед этим он разрешил генералу Дюкеру сдаться или защищать крепость до последнего. Дюкер предпочёл первый вариант и 21 декабря подписал капитуляцию. Шведскому национальному войску, которого оставалось порядка 1100 человек, было позволено уйти из крепости и отправиться в Швецию. Все наёмные войска были определены военнопленными и распределены между союзниками.